# Katalin Petényi
Dans le nom hongrois Petényi Katalin, le nom de famille précède le prénom, mais cet article utilise l’ordre habituel en français Katalin Petényi, où le prénom précède le nom.
Pour les articles homonymes, voir Petényi.
Katalin Petényi, née le 12 mars 1941 à Budapest (Hongrie), est une réalisatrice, dramaturge et monteuse hongroise, aussi historienne de l'art et professeur d'université.

## Biographie

### Vie privée
- Conjoint : Imre Gyöngyössy (de 1980 à 1994)
- Enfant : Bence Gyöngyössy

## Filmographie

### Comme réalisatrice
- 1985 : Add tudtul fiaidnak (TV)
- 1986 : Loan (TV)
- 1986 : Der Wunderrabbi (TV)
- 1987 : Boat People
- 1989 : Mondzirkus (TV)
- 1989 : Siebenbürgen - Süße Heimat (TV)
- 1991 : Száműzöttek (TV)
- 1992 : Fünfzig Jahre Schweigen: Deutsche in der UDSSR
- 1993 : Holtak szabadsága
- 1997 : In memoriam Gyöngyössy Imre
- 1999 : Hippolyt
- 2000 : Meseautó
- 2001 : The Mystery of Black Rose Castle (série TV)
- 2005 : A közvetítő (TV)
- 2014 : Kulák volt az apám